# علی شاهرخی
علی شاهرخی (زادهٔ ۱۳۲۹ در کوهدشت) نمایندهٔ حوزهٔ انتخابیهٔ کوهدشت در دورهٔ هشتم مجلس شورای اسلامی بوده‌است.